# Pseudochazara brandti
Pseudochazara brandti är en fjärilsart som beskrevs av Holik 1949. Pseudochazara brandti ingår i släktet Pseudochazara och familjen praktfjärilar. Inga underarter finns listade i Catalogue of Life.